# Ptygonotus tarbinskyi
Ptygonotus tarbinskyi är en insektsart som beskrevs av Boris Petrovich Uvarov 1930. Ptygonotus tarbinskyi ingår i släktet Ptygonotus och familjen gräshoppor. Inga underarter finns listade i Catalogue of Life.